# Селеніцереус
Селеніцереус (Selenicereus, Britton et Rose, 1909) — рід з родини кактусових, що належить до групи лісових цереусів.
Назва роду походить від грецьк. Selena — місяць та cera — віск, свічка і ймовірно пов'язана з нічним цвітінням видів цього роду. Рід відомий не лише через свої одні з найбільших у родині квіти (до 30 см у діаметрі), але й через те, що рослини цього роду використовуються у кардіологічній та неврологічній практиці.
Рід налічує близько 20 видів. Мешкають у вологих лісах або на узбережжі. Основний ареал розповсюдження — Вест-Індія, але багато видів мешкають як в Мексиці, так і в Аргентині. Стебла тонкі, 4-12-гранні, з розвиненими повітряними коренями. Квітки великі, 35-40 см завдовжки та 30 см у діаметрі, білі, іноді мають несильний приємний аромат. Довга квіткова трубка і зав'язь покриті лусочками, колючками і волосками. Плоди великі як для родини Кактусових, досягають 6-10 см у діаметрі, червонуваті.
Утримувати слід не на прямому сонці. Зимове утримання — при температурі 15-17 °С з періодичним зволоженням. Влітку полив має бути регулярним і рясним. Обприскування добре впливає на рослини цього роду, особливо в період появи пуп'янків.
Земельна суміш, повинна містити більшу кількість гумусу, порівняно з сумішшю для рівнинних родів. Літній полив рекомендується поєднувати з додаванням мінеральних добрив.

## Список видів
- Секція Selenicereus
  - Selenicereus atropilosus
  - Selenicereus coniflorus
  - Selenicereus donkelaarii
  - Selenicereus grandiflorus
    - Selenicereus grandiflorus subsp. grandiflorus
    - Selenicereus grandiflorus subsp. lautneri

  - Selenicereus hamatus
  - Selenicereus hondurensis
  - Selenicereus macdonaldiae
  - Selenicereus nelsonii
  - Selenicereus pteranthus
  - Selenicereus rubineus
  - Selenicereus urbanianus
  - Selenicereus validus
- Секція Salmdyckia
  - Selenicereus extensus
  - Selenicereus inermis
  - Selenicereus innesii
  - Selenicereus megalanthus
  - Selenicereus murrillii
  - Selenicereus setaceus
  - Selenicereus spinulosus
  - Selenicereus tricae
  - Selenicereus vagans
  - Selenicereus wercklei
- Секція Cryptocereus
  - Selenicereus anthonyanus
- Секція Strophocactus
  - Selenicereus wittii
- Секція Deamia
  - Selenicereus testudo